# Fiona Fullerton
Fiona Elizabeth Fullerton est une actrice britannique née le 10 octobre 1956 à Kaduna.

## Biographie
Elle fut repérée à 11 ans dans une école de ballet par un agent et commence sa carrière cinématographique en 1969, avec le film Run Wild, Run Free de Richard C. Sarafian, puis le film Nicolas et Alexandra (1971) de Franklin J. Schaffner. En 1972, elle obtient le rôle d'Alice dans Alice au pays des merveilles. Elle jouera aussi dans La Guerre des otages (1979), Gauguin the Savage (1980) et surtout Pola Ivanova dans Dangereusement vôtre (1985) aux côtés de Roger Moore.
Fiona Fullerton joua aussi pour la télévision dans les séries Angels (1975-1976), A Taste for Death (1988). En 1982, elle joua au théâtre aux côtés de Richard Harris dans la comédie musicale Camelot ou encore avec Keith Michell dans Henry VIII.
Depuis, Fiona Fullerton s'est retirée du cinéma, elle dirige sa propre société immobilière et a écrit plusieurs livres sur l'immobilier. Elle vit avec sa famille dans le Gloucestershire.
En 2013 elle participe à Strictly Come Dancing 11.
Elle a été mariée à Simon MacCorkindale (10 juillet 1976, divorcée en 1981) et à Neil Shakell en décembre 1994. Ils ont deux enfants.

## Filmographie

### au cinéma
- 1969 : Run Wild Run Free : Diana
- 1971 : Nicolas et Alexandra (Nicholas and Alexandra) : Anastasia Romanov
- 1972 : Alice au pays des merveilles (Alice's Adventures in Wonderland) : Alice
- 1979 : A Question of Faith
- 1979 : La Guerre des otages (The Human factor) : Elizabeth
- 1984 : The Ibiza Connection : Jane Veradi
- 1985 : Dangereusement vôtre (A View to a Kill) : Pola Ivanova
- 1990 : Harry and Harriet (Eine Frau namens Harry) : Catherine
- 2001 : Diggity : A Home At Last : Félicia
- 2017 : Manhattan Cop : Veronica Stone

### à la télévision
- 1975 : Angels (série télévisée) : Patricia Rutherford (20 épisodes)
- 1979 : Dick Barton: Special Agent (série télévisée) : Virginia Marley (9 épisodes)
- 1980 : Gauguin The Savage (téléfilm) : Rachel
- 1985 : The Kenny Everett Television Show (série télévisée) (1 épisode)
- 1986 : Hold the Dream (en) (téléfilm) : Sky Smith
- 1987 : Shaka Zulu (TV) : Elizabeth Farewell (1 épisode)
- 1987 : The Charmer (série télévisée) : Clarice Mannors (6 épisodes)
- 1987 : Les Hasards de l'amour (TV) : Lady Isabel Gillingham (1 épisode)
- 1988 : Hemingway (TV) : Lady Duff Twysden (1 épisode)
- 1988 : A Taste for Death (série télévisée) : Lady Barbara Berowne (6 épisodes)
- 1990 : The Secret Life of Ian Fleming (téléfilm) : Lady Caroline
- 1990 : A Ghost in Monte Carlo (Téléfilm) : Lady Violet
- 1992 : Le pouvoir et la haine (To Be the Best) (téléfilm) : Madelena
- 1992 : Un privé sous les tropiques (Sweating Bullets) (série télévisée) : Claire (1 épisode)
- 1992 : The Bogie Man (téléfilm)